# ニュースシャトル北九州
『NEWSシャトル北九州』（ニュースシャトルきたきゅうしゅう）は、NHK北九州放送局で1997年4月から11年間に渡って放送された夕方のローカルニュース番組。
対象地域は北九州・筑豊・京築地域であるが、電波の関係で山口県下関市なども含まれるため、関門地域も対象であった（特に下関市旧市部では北九州局の視聴者が多い）。

## 概要
1997年3月までは夕方ローカルニュースのタイトルを福岡放送局にあわせ、『イブニングネットワーク北九州』（1995年度まで）→『6時半です!ニュースセンター北九州』（1996年度）としていたが、ローカル枠拡大に合わせ「地域密着、独自色を出そう」という意味も込め福岡局と異なるタイトルとなった。
- 当初のタイトルは『ニュースシャトル北九州』。北九州局が現在の場所に移転してからは、放送でのタイトル表記は『NEWSシャトル北九州』を用いているが、番組表などでは引き続き従来のタイトルを用いている。
- NHKでは、市内に遊園地「スペースワールド」があることからヒントを得て、このタイトルにしたとしている。

全国のニュースをはさんで、2006年度までは、福岡局では18:10以降も夕方のワイド番組『情報ワイド福岡いちばん星』が引き続き放送されていたが、北九州局では『いちばん星』を18:00で飛び降り、この番組が放送された。なお、2007年度は『いちばん星』が分離・分割されたが、『いちばん星』のタイトルは福岡局の後継ニュース番組『ニュースいちばん星』に引き継がれた。
内容は基本的に福岡県関連のニュースであるが、地域性を考慮して北九州・筑豊地方と山口県下関市のニュースを比較的多めに放送している。これは、下関にテレビ中継局ができる前、今の下関市が北九州局のエリアだったことの名残である。また大分県のうち、中津市や豊後高田市など県北部でも視聴者が多いため、これらの地域のニュースも織り込まれることがあった。
- ニュースの中には『いちばん星』では取り扱わないニュースもあった。
- 特集や一部のコーナーは基本的に『NEWSシャトル』と『いちばん星』の両方で放送されたが、『NEWSシャトル』だけで放送されるコーナーもあった（詳細は後述）。

北九州局が福岡局とリンクしているため、ニュースの内容によっては『いちばん星』の放送をそのまま流すこともあった（特にトップニュースはその傾向が強かった）。ただしその際も北九州局向けに『いちばん星』のキャスターの紹介、あいさつはしない。ニュースによって飛び乗りの時間もまちまちであった。
天気予報は一度18:30前に放送された他、18:51に『いちばん星』のスタジオから九州・沖縄の天気を伝え、18:54からは北九州のスタジオからエリアの天気を伝えた。
- 紹介されるのは北九州・筑豊・福岡地方、山口県西部、大分県北部。久留米など筑後地方の天気は扱わない。
- ピンポイント予報では小倉・下関（企救・関門エリア）、八幡・遠賀（遠賀エリア）、飯塚・田川（筑豊エリア）、行橋・中津（日豊沿線エリア）を紹介。
- また、門司港と苅田港の日の出・日の入り・満潮時刻・干潮時刻も紹介された。

祝日は番組は休みとなり、18:45に北九州局からローカルニュースが放送される。
- この場合も内容によっては福岡局から伝える場合があるが、基本的に北九州局のアナウンサーは登場する。
- この場合全国版の気象情報は通常の『首都圏ネットワーク』で放送されるスタイルのものが東京からそのまま流れ、その後北九州局のスタジオに戻りエリアの天気を伝える。

NHK全体の編成見直しに加え、番組が10年以上の超長期放送となり、放送のデジタル化に十分対応できなくなったことから、2008年3月28日の放送を最後に終了することとなった。後継番組は『こんばんは北九州』で、かつてこの番組のキャスターでもあった後藤理アナウンサーが復帰して担当する。

## 放送時間
JOSK-TV及びJOSK-DTV　月曜 - 金曜 18:10 - 18:58.55
内容等により変更されることもあった。

## コーナー
以下終了時点に於けるもの。
NEWSシャトルでのみ放送されたもの
- アジア情報…隣国・韓国や中国の話題を伝える。回によってはNHK山口放送局に勤務する韓国人スタッフを招くこともある。
- 下関だより…関門海峡を挟んでお向かいのNHK下関支局の女性リポーターが取材した山口県下関市の話題を伝える。市町村合併により、現在、下関支局の管轄区域は下関市だけとなっている。
- てれびポスト…視聴者から送られてきたビデオを紹介。主に地域の祭りや季節の映像が多い。
- おもいで散歩道…エリアで活動している人達をジャンルを問わず紹介。現在は『ぐるっと8県 九州沖縄』の「幸せポスト」コーナーで再利用。
- 丹友美のふれあい町あるき…丹友美リポーターがエリア内の各地を訪ね歩く。これも『ぐるっと』の再利用。
- ようこそNHK…NHK北九州放送局を見学に来た団体を紹介。見学の最後に収録し、基本的にその日の内に放送する。

福岡から放送されたもの
- 九州・沖縄の中継…18:30〜18:35に放送。放送しないこともあり。
- ブロック共通企画…2007年6月現在では「追放!飲酒運転」コーナーが毎月放送されている。
- 一投良談…毎週木曜放送の福岡ソフトバンクホークス情報。元ホークス投手の山内孝徳が登場。オフシーズンは休止。
- 大相撲情報…大相撲開催中に放送。刈屋富士雄アナと電話を繋ぎ、魁皇、琴奨菊をはじめとした地元出身力士の情報を伝える。九州場所が行われる11月は会場となる福岡国際センターの放送席と結んで情報を伝える。
- プロ野球速報…ソフトバンクのホームゲームの日は福岡から、それ以外の日や時間の余裕がない場合は北九州局から、その日の試合の速報を伝える。

共通企画
- 週刊!げんき通信…毎週火曜放送。県内の学校の個性ある取組みを取材。正確には、『いちばん星』の「はばたけ!いちばん星」コーナーとの共通企画であり、取材も両局の女性リポーターが管轄地域ごとに行い、同じ日に両方の番組でそれぞれ流す。福岡局エリアは石橋雅子が、北九州局エリアは当番組キャスターが、それぞれ担当。

## キャスター・リポーター

### 歴代キャスター
男性
開始初期は、統括チーフや中堅が担当するのが定番だった。迎康子の赴任以降大幅に若返った。
- 板谷直実
- 岡田誠吾
- 原田徹（2002年夏まで。）
- 富田典保（2002年夏まで。）
- 後藤理（ごとう・ただし。2004年夏まで。）
- 田中秀喜（富田アナの後任としてそれ以降の4年間担当。）
- 塚原泰介（2004年春〜終了）
- 柴崎行雄（2006年8月〜2008年2月15日。『世界一周!地球に触れる・エコ大紀行』担当となったため福岡局へ異動した）
- 杉嶋亮作（2008年3月17日〜19日・21日）
杉嶋は以前から中継担当として時々出演していたが、人事異動期に人手不足の状態となったため、当該時期にキャスターデビューした。

女性
女性は全員契約キャスター。
- 松木美保子（初代）
- 小野由美子（初代）
- 重松亜紀（1999年度〜2002年度。その後4年間『なんしよ〜ん!?北九州』など夕方の番組を進行）
- 西口久美子（1999年度〜2001年度。その後福岡局でキャスター・リポーター）
- 山田有里子（やまだ・ゆりこ。2002年度〜2004年度）
- 三原夕布子（みはら・ゆうこ。2003年度〜2005年度）
上記の女性キャスターは全員、土日日中のローカルニュースも担当していた。（現在土日・祝日はアナウンサーが担当）
- 垂水千佳（2005年度〜終了）
- 有馬幸恵（2006年度〜終了）
垂水、有馬は「週刊!げんき通信」の北九州局エリア分の取材も行った。

### 歴代リポーター
- 田中美穂（2006年度水曜日リポーター、現在・北九州局後藤理アナウンサー夫人、1女の母）
『なんしよ〜ん!?北九州』で「来てっちゃ!中継」が放送された週は、それに引き続く形で中継リポートすることがあった。それ以外の週は県内の市町村をめぐる「ふるさとところどころ」を担当した。
- 牧陽子（「おもいで散歩道」コーナー担当）
- 丹友美（「ふれあい町あるき」コーナー担当）
- キム・ヘギョン（「アジア情報～慶尚南道便り」コーナー担当。〜2007年3月23日）
NHK山口放送局リポーター。「釜山・慶尚南道情報」を担当し、月1回程度スタジオ出演していた。留学終了・帰国により退任。
- イ・ユミ（キム・ヘギョンの後任）

### 福岡局担当
- 山下信（2002年4月〜終了）
- 小郷知子（2004年4月〜2005年12月）
- 神田愛花（2006年1月〜2007年3月）
- 守本奈実（2007年度）
- 岩佐英治・刈屋富士雄（大相撲担当）
- 山内孝徳（元プロ野球選手。「一投良談」コメンテーター）
- 吉竹顕彰（よしたけ・あきら。日本気象協会九州地区支配人管轄組織所属気象予報士）

## テーマソング
地域密着の観点から、1994年に藤谷美和子とNHK紅白歌合戦に出場した経験を持ち、その後地元北九州に拠点を置いて精力的に活動していたミュージシャン兼音楽プロデューサーの大内義昭（2015年逝去）が製作にかかわったテーマソングが1999年度から使用されていた。2003年夏北九州放送局が移転した際変更。この頃に大内の音楽プロジェクトから楽団となった「大内義昭 with Angelico Sauce」が番組にゲスト出演し、このテーマソングが生演奏された。
| NHK北九州 18時台のローカルニュース | NHK北九州 18時台のローカルニュース          | NHK北九州 18時台のローカルニュース |
| 前番組                             | 番組名                                      | 次番組                             |
| ---------------------------------- | ------------------------------------------- | ---------------------------------- |
| 6時半です!ニュースセンター北九州   | ニュースシャトル北九州 ↓ NEWSシャトル北九州 | こんばんは北九州                   |